# Christian Finger
Christian Finger (* 1964 in Unna) ist ein deutscher Jazzschlagzeuger.
Finger begann bereits als Kind, Schlagzeug zu spielen und zu komponieren. Er hatte Unterricht an der Musikhochschule Dortmund, studierte später in den USA und den Niederlanden und ist Kompositionsschüler von Heinz Derdack und Carl Christian Bettendorf.
Finger gründete und leitete die Band Once in Lifetime, für die er auch komponierte und mit der er bei Festivals in Europa auftrat. Seitdem arbeitet er mit eigenen Trio- und Quartettformationen. 2000 entstand sein erstes Album Balance. Nach einem Aufenthalt 2000 in Sydney übersiedelte Finger nach New York City. Das von ihm geleitete Christian Finger Trio (später Christian Finger Band) arbeitete hier mit Musikern wie Dave Kikoski, Donny McCaslin, Seleno Clarke, Russ Lossing, Reuben Wilson, Matt Shulman, Peter Bernstein, Marco Panascia, Grant Stewart, Brian Murray. Mike Nock, Mark Issacs oder Matt McMahon zusammen. Weitere Partner Fingers waren Achim Kaufmann, Frank Wunsch, Matthias Nadolny, Gerd Dudek, Lotte Anker, Gunnar Plümer und Hans Wanning.
2007 nahm er in New York das Album Merge into Beauty auf, 2008 tourte er mit seiner Band und Rich Perry durch Europa. Finger unterrichtet an der New York Drum School und hat ein Lehrbuch (The Drum Work Book) für Drummer veröffentlicht.

## Diskographische Hinweise
- Balance mit Lee Konitz, John Goldsby, Frank Wunsch, 2000
- Merge into Beauty mit Rich Perry, Vadim Neselovskyi, Adam Armstrong und Momenta String Quartet, 2007
- Once in A Lifetime Soul Sounds
- Zauberberg III